# Panthir
Panthir (gr. Πάνθηρ) – grecki niszczyciel typu Aetos, służący w Greckiej Marynarce Wojennej w latach 1912-1946.

## Budowa
Okręt wraz z pozostałymi trzema okrętami typu Aetos został początkowo zamówiony w angielskiej stoczni Cammell Laird w Birkenhead przez Argentynę, która jednak nie odebrała okrętów, po czym zostały one zakupione 12 września 1912 przez Grecję. Koszt zakupu okrętu wynosił 148 000 funtów. Stępkę pod budowę „Panthir”, który miał początkowo nosić nazwę „Santiago”, położono w 1910. Kadłub wodowano 26 kwietnia 1911. Okręt wcielono do służby w greckiej flocie 2 października 1912 (inne dane 19 września 1912) pod nazwą „Panthir” (pantera) i czym prędzej skierowano do kraju. Do Pireusu okręty przybyły 22 października 1912.

### Wczesna służba
„Panthir” osiągnął gotowość bojową w grudniu 1912. Podczas wojny bałkańskiej jego wykorzystanie w walkach było niewielkie. Głównym powodem był początkowo brak torped do wyrzutni torpedowych. Błąd ten powielił się we wszystkich okrętach tego typu. „Panthir” wziął udział m.in. w potyczce z tureckimi niszczycielami 16 grudnia 1912, po bitwie koło przylądka Elli. Oprócz tego, pełnił głównie zadania patrolowe na Morzu Egejskim.
Podczas I wojny światowej Grecja była neutralna, lecz we wrześniu 1916 nastąpiła w niej interwencja państw ententy. Okręt wraz z całą flotą grecką został zajęty przez siły sprzymierzone. Jako jedyny z niszczycieli typu Aetos nie został włączony w skład francuskiej marynarki wojennej, z powodu problemów z siłownią. Po zakończeniu działań, został zwrócony stronie greckiej. W latach 1919–1920 operował 263 dni na Morzu Czarnym, u wybrzeży ogarniętej wojną domową Rosji, wraz z „Leon”, „Kilkis” i „Limnos”. Ewakuował m.in. greckich uchodźców z Rosji.
Podczas wojny grecko-tureckiej 1919-22 wpłynął z innymi okrętami 8 lipca 1921 na Morze Czarne, gdzie uczestniczył w działaniach morskich i bombardowaniu pozycji tureckich. Po klęsce wojsk lądowych, we wrześniu 1922 brał udział z flotą grecką w ewakuacji greckich uchodźców ze Smyrny i półwyspu Artaki.

### Rekonstrukcja 1924-1925
W latach 1924–1925 okręt, jak inne jednostki tego typu, przeszedł dużą modernizację, połączoną z przebudową, w stoczni Samuel White w Cowes. Stare kotły opalane głównie węglem zamieniono na nowsze, opalane ropą, co doprowadziło do zmiany sylwetki okrętów. Zamiast charakterystycznych tylko dla tego typu niszczycieli pięciu kominów, otrzymały dwa kominy. Wydłużono pokład dziobowy i zamontowano nową nadbudówkę dziobową, z wydłużonym dolnym piętrem dla postawienia drugiej armaty 102 mm (poprzednio stała ona za kominami). Znacznie wzmocniono uzbrojenie torpedowe, zastępując 4 wyrzutnie torped na burtach okrętu przez 6 w jego osi symetrii. Ulepszono następnie na początku lat 30. uzbrojenie przeciwlotnicze, zastępując armatę 57 mm przez dwie automatyczne 40 mm.
Podczas próby republikańskiego zamachu stanu w Grecji 1-13 marca 1935, okręt pozostał wierny rządowi (podobnie jak „Aetos i „Ierax”).

### II wojna światowa
„Panthir” brał udział bojowy w II wojnie światowej, począwszy od ataku Włoch na Grecję 28 października 1940. Przed zajęciem Grecji przez Niemcy, wraz z innymi okrętami dotarł do Aleksandrii w Egipcie, skąd kontynuował służbę na wschodnim Morzu Śródziemnym u boku marynarki brytyjskiej. W kwietniu 1942 został skierowany do Indii celem modernizacji, ale ukończono ją dopiero w październiku. Kosztem zdjęcia dwóch rufowych dział artylerii głównej i połowy wyrzutni torpedowych, wzmocniono mu artylerię przeciwlotniczą i dodano miotacze i zrzutnie bomb głębinowych do walki z okrętami podwodnymi. Otrzymał również hydrolokator (asdic) Typ 123A. Do końca 1942 służył do celów eskortowych na Oceanie Indyjskim, m.in. biorąc udział w kapitulacji Dżibuti, a w 1943 powrócił do Egiptu, gdzie dalej służył do celów eskortowych. Z uwagi na zużycie i małe możliwości bojowe, 29 września 1943 został wycofany do rezerwy w Port Saidzie.
Po wojnie, w 1946 roku, okręt został wycofany i sprzedany stoczni złomowej.

## Uzbrojenie
Uzbrojenie (1912):
- 4 działa kal. 102 mm L/50 Bethlehem (4xI)
- 1 działo przeciwlotnicze kal. 57 mm (od ok. 1914-16)
- 4 wyrzutnie torpedowe kal. 533 mm (4xI), 8 torped

Uzbrojenie (1925):
- 4 działa kal. 102 mm L/50 Bethlehem (4xI)
- 2 działka przeciwlotnicze kal. 40 mm (od lat 30.)
- 6 wyrzutni torpedowych kal. 533 mm (2xIII)
- 40 min (od 1938-39)[1]
- bomby głębinowe

Uzbrojenie (1942):
- 2 działa kal. 102 mm
- 1 działo przeciwlotnicze kal. 76 mm
- 2 działka przeciwlotnicze kal. 40 mm
- 3 działka przeciwlotnicze Oerlikon kal. 20 mm
- 3 wyrzutnie torpedowe kal. 533 mm (1 x III)
- 8 miotaczy bomb głębinowych, 2 zrzutnie bomb głębinowych[1]